# Горью, Жюльен
Жюлен Горью (фр. Julien Gorius; родился 17 марта 1985 года в Меце, Франция) — французский футболист, полузащитник.

## Клубная карьера
Горью выпускник футбольной академии клуба «Мец». Но в основной состав Жюльен пробиться не смог, сыграв в Лиге 1 всего три матча. В 2005 году он перешёл в бельгийский «Брюссель». За новый клуб Горью провел два сезона, сыграв 92 матча и забив 15 мячей. В 2008 году он перешёл в «Мехелен». 23 августа в матче против «Мускрона» Горью дебютировал за новый клуб. 7 февраля 2009 года в поединке против «Тюбиз» Жюльен забил свой первый гол клуб. Начиная со второго сезона Горью забивал не менее десяти голов за сезон. В сезоне 2011/2012 он забил 15 мячей, став третьим бомбардиром Жюпиле лиги.
Летом 2012 года Жюльен перешёл в «Генк». 27 июля в матче против «Серкль Брюгге» он дебютировал за новую команду. 26 августа в поединке против «Зюлте-Варегем» он забил свой первый гол за «Генк». Горью помог клубу выиграть Кубок Бельгии по окончании сезона.
19 сентября 2013 года в матчах Лиги Европы 2013/2014 против киевского «Динамо», швейцарского Тюна и венского Рапида Жюльен забил по голу. В начале 2016 года Горью уехал на заработки в Китай, подписав соглашение с «Чанчунь Ятай». 6 марта в матче против «Ханчжоу Гринтаун» он дебютировал в китайской Суперлиге. 29 мая в поединке против «Шицзячжуан Эвер Брайт» Жульен забил свой первый гол за «Чанчунь Ятай». В конце года он был переведён в резерв из-за лимита на легионеров, а затем отпущен, как свободный агент.
Летом 2017 года Горью подписал двухлетнее соглашение с «Ауд-Хеверле Лёвен». 5 августа в матче против «Льерса» он дебютировал за новую команду. В этом же поединке Жульен забил свой первый гол за «Ауд-Хеверле Лёвен». По окончании контракта покинул клуб. В сентябре 2019 года завершил профессиональную карьеру.

## Достижения
«Генк»
- Обладатель Кубка Бельгии: 2012/13